# Ружинский, Остафий Иванович
Князь Остафий Иванович Ружинский (ум. 1587 году) — подстароста черкасский и каневский (1569—1573), подвоевода киевский (1575—1581), гетман Войска Запорожского (1580—1583).
В других источниках указан как гетман запорожский князь Евстафий Ружинский.

## Биография
Представитель литовского княжеского рода Ружинских. Сын князя Ивана Михайловича Ружинского (ум. после 1545 года). Братья — князья Михаил, Григорий и Дмитрий Ружинские.
В 1569—1573 годах — подстароста Черкасский и Каневский, в 1575—1571 годах — подвоевода Киевский. Его брат Григорий Ружинский служил сотником в надворной хоругви князей Сангушко, а другой брат Михаил в 1584—1586 годах был гетманом Войска Запорожского.
С 1580 года по 1583 год князь Остафий Ружинский занимал должность гетмана Войска Запорожского. После реформы Остафия Ружинского были нормализованы порядок избрания казацких старшин «вольными голосами», место дислокации казацких полков и сотен, вооружение конных и пеших казаков, были введены награды за службу. Результаты этих реформа не замедлили сказаться. Крымские татары совершали регулярные набеги на приграничные украинские земли, грабя территорию и захватывая в плен местных жителей. Под Аккерманом казацкие отряды под командованием князя Остафия Ружинского преградили путь крымско-татарской орде. После ряда боёв татары вынуждены были отступить назад.
Скончался в 1587 году.

## Семья и дети
Был женат на Богдане Олизар-Вовчок, от брака с которой он имел трёх сыновей и трёх дочерей:
- Княжна Мария Ружинская, муж — Гордей Сурин
- Князь Кирик Ружинский, атаман в 1588 году[6] (ум. 1599), гетман Войска Запорожского (1588)
- Княжна Маруша Ружинская, муж — гетман Войска Запорожского Криштоф Косинский (ум. 1593)
- Князь Николай Ружинский (ум. 1592), атаман Войска Запорожского (1587), войский киевский (1592—1592)
- Князь Михаил Ружинский, атаман в 1588 году[6] (ум. после 1592), подвоевода киевский (1586—1587)
- Княжна Анна Ружинская (ум. после 1597), муж Филипп Бокей Печигойский.